# 鯨統一郎
鯨 統一郎（くじら とういちろう）は日本の小説家。推理作家、SF作家。覆面作家。國學院大學文学部国文学科卒。

## 概要
デビュー作である「邪馬台国はどこですか?」は、1996年の第3回創元推理短編賞の最終選考に残ったものの受賞せず、1998年に文庫での書き下ろしという変則的な形のデビュー作となった。同書は1999年の『このミステリーがすごい!』（宝島社）で第8位に選ばれている。
史実や伝説、物語等の大胆な新説や新解釈を中心とし、論理性より意外性や規則性を重視した独特の作風が特徴。
それぞれの作品がどこかで繋がっていたり、同じ人物が別作品に登場するなど、ハイパーリンクの手法が取り入れられている。
また『邪馬台国はどこですか？』は、書籍自体が作中に登場する場合がある他、その内容の一部が引用されることも多く、共通のガジェットとして積極的に用いられている。
「タイムスリップシリーズ」は2004年よりNHK-FMにてラジオドラマが毎年放送されている。（原作に沿った作品は2004年放送の『タイムスリップ明治維新』のみ。それ以降のシリーズは番組オリジナル作品となり、鯨統一郎は「原案」となっている。）
2015年、『冷たい太陽』で第15回本格ミステリ大賞候補。
。

## 作品リスト

### シリーズ作品

#### 早乙女静香シリーズ
- 邪馬台国はどこですか?（1998年5月 創元推理文庫）
- 新・世界の七不思議（2005年2月 創元推理文庫）
- 新・日本の七不思議（2011年4月 創元推理文庫）
- 崇徳院を追いかけて（2016年7月 創元推理文庫）
- 文豪たちの怪しい宴（2019年12月 創元推理文庫）
- 金閣寺は燃えているか? 文豪たちの怪しい宴（2021年11月 創元推理文庫）
- 熊野古道と八咫烏の殺人（2024年8月　創元推理文庫）

#### とんち探偵一休さんシリーズ
- 金閣寺に密室（ひそかむろ）（2000年4月 祥伝社ノン・ノベル / 2002年9月 祥伝社文庫）
- 謎解き道中（2003年5月 祥伝社ノン・ノベル / 2006年2月 祥伝社文庫）

#### 週刊ワードシリーズ
- 北京原人の日（2001年1月 講談社 / 2005年4月 講談社文庫）
- 富士山大噴火（2004年3月 講談社 / 2007年8月 講談社文庫）

#### サイコセラピスト探偵波田煌子シリーズ
- なみだ研究所へようこそ！（2001年4月 祥伝社ノン・ノベル / 2004年1月 祥伝社文庫）
- なみだ特捜班におまかせ！（2005年10月 祥伝社ノン・ノベル / 2009年3月 祥伝社文庫）
- なみだ学習塾をよろしく！（2007年9月 祥伝社ノン・ノベル / 2010年3月 祥伝社文庫）
- 蒼い月―なみだ事件簿にさようなら！（2008年9月 祥伝社ノン・ノベル）

#### 桜川東子シリーズ
- 九つの殺人メルヘン（2001年6月 光文社カッパ・ノベルス / 2004年6月 光文社文庫）
- 浦島太郎の真相 恐ろしい八つの昔話（2007年5月 光文社カッパ・ノベルス / 2010年2月 光文社文庫）
- 今宵、バーで謎解きを（2010年4月 光文社カッパ・ノベルス / 2013年1月 光文社文庫）
- 笑う娘道成寺 女子大生桜川東子の推理（2012年5月 光文社）
  - 【改題】笑う忠臣蔵 女子大生桜川東子の推理（2014年11月 光文社文庫）
- オペラ座の美女 女子大生桜川東子の推理（2014年8月 光文社 / 2016年12月 光文社文庫）
- ベルサイユの秘密 女子大生桜川東子の推理（2016年8月 光文社 / 2019年6月 光文社文庫）
- 銀幕のメッセージ 女子大生桜川東子の推理（2018年7月 光文社 / 2020年10月 光文社文庫）
- テレビドラマよ永遠に 女子大生桜川東子の推理（2019年10月 光文社 / 2023年1月 光文社文庫）
- 三つのアリバイ 女子大生桜川東子の推理（2019年11月 光文社 / 2023年2月 光文社文庫）

#### タイムスリップシリーズ
- タイムスリップ森鴎外（2002年3月 講談社ノベルス / 2005年7月 講談社文庫）
- タイムスリップ明治維新（2003年7月 講談社ノベルス / 2006年7月 講談社文庫）
- タイムスリップ釈迦如来（2005年3月 講談社ノベルス / 2008年3月 講談社文庫）
- タイムスリップ水戸黄門（2006年11月 講談社ノベルス / 2009年11月 講談社文庫）
- タイムスリップ戦国時代（2008年11月 講談社ノベルス / 2011年11月 講談社文庫）
- タイムスリップ忠臣蔵（2009年11月 講談社ノベルス / 2012年11月 講談社文庫）
- タイムスリップ紫式部（2010年11月 講談社ノベルス / 2013年12月 講談社文庫）
- タイムスリップ聖徳太子（2011年11月 講談社ノベルス）
- タイムスリップ竜馬と五十六（2013年1月 講談社ノベルス）
- タイムスリップ信長vs三国志（2017年8月 講談社ノベルス）

#### 間暮警部の事件簿シリーズ
- 「神田川」見立て殺人（2003年2月 小学館文芸ポストノベルズ / 2006年4月 小学館文庫）
- マグレと都市伝説（2007年4月 小学館文庫）
- マグレと紅白歌合戦（2009年1月 小学館文庫）

#### 湾田乱人シリーズ
- ミステリアス学園（2003年3月 光文社カッパ・ノベルス / 2006年4月 光文社文庫）
- パラドックス学園―開かれた密室（2006年1月 光文社カッパ・ノベルス / 2009年1月 光文社文庫）

#### 作家六波羅一輝の推理シリーズ
- 白骨の語り部（2006年3月 中央公論新社C★NOVELS / 2009年10月 中公文庫）
- ニライカナイの語り部（2008年1月 中央公論新社C★NOVELS / 2010年1月 中公文庫）
- 京都・陰陽師殺人（2009年6月 中央公論新社C★NOVELS / 2010年9月 中公文庫）
- 小樽・カムイの鎮魂歌（2010年12月 中公文庫）
- 湯布院・産土神の殺人（2011年11月 中公文庫）
- 秩父夜祭・狼の殺意（2013年6月 中公文庫）

#### 堀アンナの事件簿
- ABCDEFG殺人事件（2008年5月 理論社）
  - 【改題】堀アンナの事件簿―ABCDEFG殺人事件（2012年6月 PHP文芸文庫）
- 堀アンナの事件簿2―安楽椅子探偵と16の謎（2013年1月 PHP文芸文庫）

#### タンタンの事件ファイル
- 横浜「佐藤さん」殺人事件―タンタンの事件ファイル（2012年7月 小学館文庫）
- 横須賀「鈴木さん」殺人事件―タンタンの事件ファイル2（2013年7月 小学館文庫）
- 馬車道「斉藤さん」殺人事件―タンタンの事件ファイル3（2014年7月 小学館文庫）

#### 殺人紀行シリーズ
- すべての美人は名探偵である(2004年12月光文社カッパ・ノベルス/2007年12月 光文社文庫)
- 邪馬台国殺人紀行（2013年2月 実業之日本社文庫）
- 大阪城殺人紀行（2015年6月 実業之日本社文庫）
- 歴女美人探偵アルキメデス 大河伝説殺人紀行（2017年8月 実業之日本社文庫）
- 歴女美人探偵アルキメデス 戦国武将殺人紀行（2018年10月 実業之日本社文庫）

#### 歴史バトラーつばさ
- 歴史バトラーつばさ―私立ヒミコ女学園「和風文化研究会」（2014年7月 PHP文芸文庫）
- 神話ゲーム 歴史バトラーつばさ（2015年7月 PHP文芸文庫）

#### 喫茶〈ひとつぶの涙〉シリーズ
- 江古田ワルツ：喫茶〈ひとつぶの涙〉事件簿（2015年12月 中公文庫）
- 江古田ロック：喫茶〈ひとつぶの涙〉事件簿2（2016年11月 中公文庫）

#### ハウスワーク代行・亜美の日記
- ただいま家事見習い中‐ハウスワーク代行・亜美の日記（2018年5月 中公文庫）
- 恋と掃除と謎解きと‐ハウスワーク代行・亜美の日記（2019年4月 中公文庫）

#### 女子大生つぐみ
- 女子大生つぐみと古事記の謎（2018年6月 ハルキ文庫）
- 女子大生つぐみと邪馬台国の謎（2019年8月 ハルキ文庫）

#### 歴史はバーで作られるシリーズ
- 歴史はバーで作られる（2017年7月 双葉社 / 2020年5月 双葉文庫）
- 徳川埋蔵金はここにある - 歴史はバーで作られる2（2021年10月 双葉社 / 2024年11月 双葉文庫）

### シリーズ外作品
- 隕石誘拐―宮澤賢治の迷宮（1999年6月 光文社カッパ・ノベルス / 2002年3月 光文社文庫）
- 千年紀末古事記伝 ONOGORO（2000年10月 ハルキ文庫）
- 鬼のすべて（2001年9月 文藝春秋 / 2008年4月 光文社文庫）
- CANDY（2001年11月 祥伝社文庫）
- 新千年紀末古事記伝 YAMATO（2001年11月 ハルキ文庫） - 「千年紀末古事記伝 ONOGORO」続編
- 文章魔界道（2002年6月 祥伝社文庫）
- ふたりのシンデレラ（2002年9月 原書房 / 2005年9月 光文社文庫）
- 悪魔のカタルシス（2002年10月 幻冬舎文庫）
- みなとみらいで捕まえて－ヨコハマ名探偵物語－（2003年4月 実業之日本社ジョイ・ノベルス / 2007年2月 光文社文庫）
- ヒミコの夏（2003年8月 PHP研究所 / 2008年5月 PHP文庫）
- 月に吠えろ！－萩原朔太郎の事件簿－（2003年9月 トクマノベルズ / 2006年8月 徳間文庫）
- あすなろの詩（2003年10月 角川文庫）
- ハッとしてトリック！（2004年4月 中央公論新社ノベルス）
  - 【改題】ファンタジスタはどこにいる？（2010年8月 光文社文庫）
- 喜劇ひく悲奇劇（2004年8月 ハルキノベルス）
- いろは歌に暗号（かくしごと）―まんだら探偵空海（2004年8月 祥伝社ノン・ノベル / 2008年7月 祥伝社文庫）
- MORNING GIRL（2005年7月 原書房 / 2010年6月 講談社文庫）
- 庖丁人轟桃次郎（2005年10月 早川書房）
- KAIKETU!赤頭巾侍（2006年2月 徳間書店 / 2009年1月 徳間文庫）
- オレンジの季節（2006年7月 角川書店）
- 親鸞の不在証明（2006年9月 祥伝社ノン・ノベル）
- ルビアンの秘密（2007年6月 理論社 / 2011年7月 PHP文芸文庫）
- いつか、キャッチボールをする日（2007年10月 PHP研究所 / 2009年9月 PHPノベルス）
- 異譚・千早振る（2007年11月 実業之日本社）
  - 【改題】幕末時そば伝（2011年12月 実業之日本社文庫）
- 哲学探偵（2008年9月 光文社カッパ・ノベルス / 2011年9月 光文社文庫）
- 鬼姫人情事件帖（2009年4月 PHP研究所）
- 空海七つの奇蹟（2009年9月 祥伝社ノン・ノベル）
- 山内一豊の妻の推理帖（2009年11月 光文社カッパ・ノベルス / 2012年9月 光文社文庫）
- 努力しないで作家になる方法（2011年6月 光文社 / 2014年2月 光文社文庫）
- キモメン探偵、謎を解く―限界アイドル危機一髪（2011年8月 PHP研究所）
- ドラゴンリップ―刑事・竜めぐみの体当たり捜査（2012年8月 フタバノベルス / 2015年4月 双葉文庫）
- 幸せのコイン（2014年4月 中公文庫）
- 冷たい太陽（2014年6月 原書房ミステリー・リーグ / 2016年6月 光文社文庫）
- 狂おしい夜（2015年5月 徳間文庫）
- 作家で十年いきのびる方法（2015年6月 光文社 / 2018年2月 光文社文庫）
- 猿蟹 saru・kani（2017年1月 小学館文庫）
- タイムメール（2018年9月 ハルキ文庫）
- カルトからの大脱出 (2022年12月 中公文庫)

## アンソロジー
「」内が鯨統一郎の作品
- 不透明な殺人（1999年2月 祥伝社文庫）「アニマル色の涙」
- 密室殺人大百科〈上〉魔を呼ぶ密室（2000年7月 原書房）
  - 【改題・再編集】密室殺人大百科<上>（2003年9月 講談社文庫）「閉じた空」
- 八ヶ岳「雪密室」の謎（2001年3月 原書房）「輪廻の部屋」
- 本格ミステリ〈01〉（2001年7月 講談社ノベルス）
  - 【分冊・改題】透明な貴婦人の謎（2005年1月 講談社文庫）「人を知らざることを患う」
- 名探偵で行こう（2001年9月 光文社カッパ・ノベルス / 2004年6月 光文社文庫）「｢神田川｣見立て殺人」
- 名探偵は、ここにいる（2001年10月 角川文庫）「Aは安楽椅子のA」
- 異形コレクション21 マスカレード（2002年1月 光文社文庫）「屈折した人あつまれ」
- 本格ミステリ〈02〉（2002年5月 講談社ノベルス）
  - 【分冊・改題】死神と雷鳴の暗号（2006年1月 講談社文庫）「「別れても好きな人」見立て殺人」
- 殺意の時間割（2002年7月 角川スニーカー文庫）「Bは爆弾のB」
- 本格ミステリ〈03〉（2003年6月 講談社ノベルス）
  - 【改題】論理学園事件帳（2007年1月 講談社文庫）「ミステリアス学園」
- C・N25―C・NOVELS創刊25周年アンソロジー（2007年1月 中央公論新社C★NOVELS）「ハードボイルドごっこ」
- バカミスじゃない!?―史上空前のバカミス・アンソロジー（2007年6月 宝島社）
  - 【分冊・加筆・増補】奇想天外のミステリー（2009年8月 宝島社文庫）「大行進」
- 私がデビューしたころ ミステリ作家51人の始まり（2014年6月 東京創元社）※エッセイアンソロジー「山あり谷あり」
- 小説BOC4（2017年1月 中央公論新社）「バレンタインデーは誰のもの？-喫茶<ひとつぶの涙>事件簿・外伝-」
- Valentine Stories（2018年1月 中公文庫）「バレンタインデーは誰のもの？-喫茶<ひとつぶの涙>事件簿・外伝-」

## メディア・ミックス

### テレビドラマ
テレビ朝日系
- 土曜ワイド劇場
  - ミステリー作家六波羅一輝の推理（主演：上川隆也、原作：作家六波羅一輝の推理シリーズ）
    - 白骨の語り部（2010年12月4日）
    - 京都・陰陽師の殺人（2012年4月21日）

フジテレビ系
- 歴史カクテル（主演：田中圭、原作：新・世界の七不思議）
  - ストーンヘンジの不思議（2014年10月9日）

### ラジオドラマ
- タイムスリップ明治維新（2004年、NHK-FM「青春アドベンチャー」で放送、全10回、出演：田村ゆかり 他）